# 岩城貞隆
岩城貞隆（日语：／ Iwaki Sadataka，1583年—1620年11月13日）是日本安土桃山時代至江戶時代前期大名。父親是佐竹義重。

## 生平
在天正11年（1583年）出生，家中三男。成為岩城常隆的養嗣子，在天正18年（1590年）因為常隆病死而繼承家督。被豐臣秀吉承認岩城氏所領磐城平12萬石和家督的繼承。
在慶長5年（1600年）的關原之戰中最初加入東軍方，但是因為哥哥佐竹義宣的命令而沒有參加征伐上杉景勝，在戰後的慶長7年（1602年）與義宣一同被處分。佐竹家被減封，貞隆更被沒收全部所領。對此貞隆向義宣促請舉兵，不過遭到拒絕。貞隆得知妻子的實家相馬家希望再興，自身亦希望令岩城家再興，於是前往江戶並在淺草成為浪人，為再興運動盡力並多次在飯野八幡宮祈願。隨著領土被沒收，多數家臣都離散，不過有『岩城貞隆淺草御浪人中隨身諸士名元覺』（1625年）中的42人跟隨。
土井利勝向德川家康提出貞隆的願望後，得到由本多正信組成的3百人。在慶長20年（1615年）的大坂夏之陣中跟隨正信從軍，因為立下戰功而在元和2年（1616年）被賜予信濃中村1萬石而恢復成為大名的身份。一說指貞隆的次兄義廣為當主的蘆名氏一族天海亦為了幫助貞隆而進行斡旋，表達了岩城家再興的事情。亦通過母親的仲介而與在關原之戰後不和的義宣和解，義宣在和解後在資金等方面積極地向貞隆再興御家進行援助。在元和6年（1620年）死去。享年38歲。

## 家臣
根據寬永2年（1625年）記錄的『岩城貞隆淺草御浪人中隨身諸士名元覺』，在淺草成為浪人的貞隆有42名家臣跟隨。
成員
| 好間兵部大輔 | 佐久間總右衛門 | 大館帶刀     | 高橋五郎右衛門 | 大塚內藏頭   | 鵜沼主馬         |
| 服部監物     | 新妻久左衛門   | 中山采女     | 佐藤右近       | 加瀨太郎兵衛 | 古宇田新助       |
| 秋山采女     | 中山主殿       | 八嶋宮內     | 諸橋玄蕃       | 大館備前     | 駒木根茂兵衛     |
| 志賀八左衛門 | 小泉九郎左衛門 | 小河甲斐守   | 白土右馬助     | 鵜沼彦右衛門 | 戶嶋重右衛門     |
| 同九郎兵衛   | 同右衛門       | 半田佐左衛門 | 鹽左馬助       | 大平新左衛門 | 駒木根七郎右衛門 |
| 田中藏人     | 四倉下野       | 富岡傳七     | 白土孫七       | 鵜沼圖書     | 白石又右衛門     |
| 大須賀織部   | 志賀內記       | 齋藤兵左衛門 | 長谷左門       | 三浦七兵衛   | 志賀太郎左衛門   |